# Luperina thurneri
Luperina thurneri är en fjärilsart som beskrevs av Karl Schawerda 1938. Luperina thurneri ingår i släktet Luperina och familjen nattflyn. Inga underarter finns listade i Catalogue of Life.